# Jüdische Gemeinde Rijeka

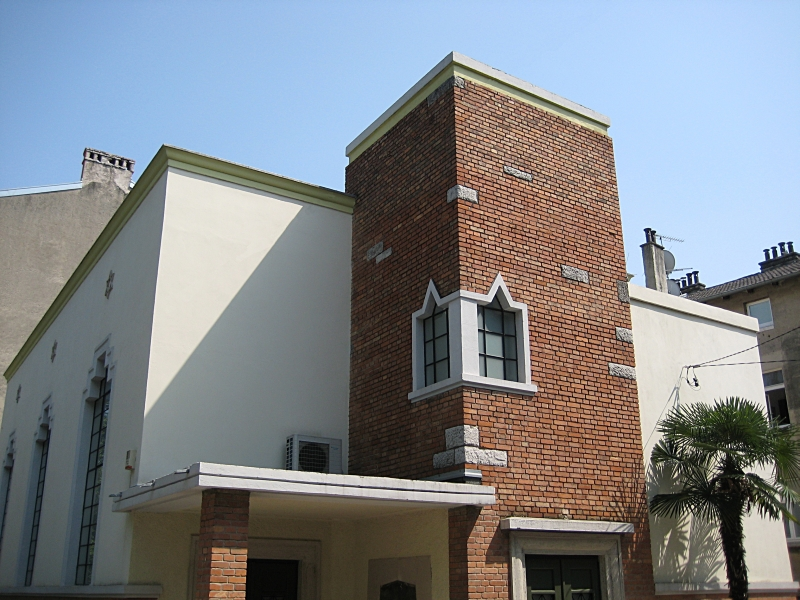
Synagoge

Die jüdische Gemeinde in Rijeka ist eine von insgesamt zehn jüdischen Gemeinden in Kroatien. Die weiteren jüdischen Gemeinden in Kroatien haben ihren Sitz in Čakovec, Daruvar, Dubrovnik, Koprivnica, Osijek, Slavonski Brod, Split, Virovitica und Zagreb. Der Vorsitzende der Jüdischen Gemeinde Rijeka ist Herr Vlado Kon.

## Ursprung
Die Geschichte der jüdischen Gemeinde Rijeka geht historisch auf die Ankunft italienischer Juden im Jahre 1441 in der kroatischen Küstenstadt Rijeka zurück. Sie stammten aus der italienischen Region Marken und der Provinz Pesaro und Urbino.

## Gründung
Offiziell gegründet wurde die Gemeinde 1781, zudem wuchs die Gemeinde in dieser Zeit durch die Ansiedlung kroatischer Juden aus der kroatischen Küstenstadt Split gegen Ende des 18. Jahrhunderts an. Die Juden aus Split starteten die erste Initiative zur Gründung einer Synagoge und eines jüdischen Friedhofs in Rijeka. Die meisten jüdischen Gemeindemitglieder waren bis ins 19. Jahrhundert Angehörige des aschkenasischen Judentums. Ab dem 19. Jahrhundert siedelten sich in großer Zahl Juden in Rijeka an, die zahlenmäßig dem sephardischen Judentum angehörten. Gegen Ende des 19. Jahrhunderts lebten ca. 2.000 Juden in Rijeka.

## 1941–1945
Während des Holocaust wurden im sogenannten „Unabhängigem Staat Kroatien“ (NDH) von den insgesamt 41 Synagogen die es vor 1941 gab, 20 zerstört. Von den ca. 25.000 Juden die 1941 in Kroatien lebten, wurden durch das faschistische NDH-Regime durch Misshandlungen, standgerichtliche Urteile, Deportationen in Sammellager, Arbeitslager, später auch in Vernichtungs-/Todeslager, wie dem Lager Jasenovac, an die 18.000 bis 20.000 Juden umgebracht. Den Holocaust überlebten in ganz Kroatien ca. 3.000 Juden. Die Jüdische Gemeinde in Rijeka hatte 1943 ca. 4.700 Gemeindemitglieder. Heute leben in Rijeka um die 250 bis 400 Gemeindemitglieder.

## Synagogen
Im Jahre 1890 begann die Jüdische Gemeinde von Rijeka eine Initiative zum Bau einer Synagoge. Dieses Vorhaben dauerte zehn Jahre lang. Das erste architektonische Projekt unterbreitete der österreichische Architekt Wilhelm Stiassny aus Wien. Die jüdische Gemeinde Rijeka entschied sich 1901 für den ungarischen Architekten Lipót Baumhorn aus Budapest. 1902 begann Carlo Alessandro Conighi mit dem Bau und schloss diesen im Jahre 1903 ab. In dieser Zeit hatte die jüdische Gemeinde Rijeka 2.500 Gemeindemitglieder. Diese Synagoge wurde im Laufe des Zweiten Weltkriegs zerstört.
Der Bund Orthodoxer Israeliten erwarb ein 769 m² großes Grundstück, welches im Jahre 1928 in dessen Eigentum überging. Nach dem Erwerb des Grundstücks erfolgte die Initiative zum Bau eines „orthodoxen“ Gotteshauses. Nach architektonischen Plänen von G. Angyal und P. Fabbro begann der Bund Orthodoxer Israeliten mit dem Bau der Synagoge. 1930 wurde die Synagoge errichtet. Sie überstand den Zweiten Weltkrieg weitgehend unbeschädigt und ist eine von insgesamt drei Synagogen in Kroatien die einer Zerstörung entkamen. Sie stellt heute den Hauptsitz der Jüdischen Gemeinde Rijeka dar.

## Friedhof
Bis 1845 wurden die verstorbenen Gemeindemitglieder auf eigenen Gemeindegrundstücken bestattet.
Nach Beschlüssen der Stadtoberen aus dem Jahre 1840, bestattet die Jüdische Gemeinde Rijeka ihre Verstorbenen seit 1875 auf dem städtischen Friedhof Kozala von Rijeka. Die Gräberfläche des jüdischen Friedhofs beträgt 6033 m².

## Besonderes
Am 30. November 2006 feierte die Jüdische Gemeinde Rijeka ihr 225-jähriges Bestehen.